# Каменско
Каменско е бивше село в Югоизточна България. То се намира в Община Сунгурларе, област Бургас.
Закрито е с решение на Министерския съвет от 13 февруари 2013 г. Землището на с. Каменско е присъединено към землището на с. Манолич.

## География
Каменско се намира в планински район.

## Религии
Жителите на селото са изповядвали исляма.